# 전조선 제정당사회단체 대표자 연석회의
남북협상(南北協商) 또는 전조선 제정당사회단체 대표자 연석회의 (全朝鮮諸政黨社會團體代表者連席會議), 또는 남북 연석회의(南北連席會議)는 남한만의 단독정부(현 대한민국) 수립을 반대하는 남북의 정당·사회단체 대표들이 5·10 단독선거를 저지하고 통일민주국가 수립을 위해 대책을 논의한 회담을 말한다. 1948년 4월 19일부터 시작된 이 회의는, 김구, 김규식 등 남한 단독 총선에 반대하는 남한 일부 정파 대표들과, 소련의 대리인으로 북한의 실질 권력을 장악해 가던 김일성 및 김두봉과 같은 남북의 인사들이 다수 참석하였으나 아무런 성과도 없이 끝나고 말았다. 이를 두고 조선민주주의인민공화국의 수립에 이용만 되었다는 평가와 비록 실패로 끝나기는 하였으나, 통일운동의 한 지침을 제공했으며 한국민의 통일의지를 발산시킨 것으로 해석하는 견해가 양존하고 있다. 그러나 ≪레베데프 비망록≫이 1994년 공개되면서, 연석회의의 배후에 스티코프, 레베데프 등 소련군정 핵심인사들이 깊숙이 개입한 것으로 드러나, 조선인들간의 통일정부 수립을 위한 주체적 노력이라는 말과는 거리가 멀다는 것이 밝혀졌다. 대체로 아래 내용은 각주인용한 문헌에서 보듯이 한국의 우파 저널리즘의 시각으로 쓰인 내용이 많으니 독자들은 이를 감안해서 판단해야 한다.

## 통일 정부 수립을 위한 노력
미소공동위원회의 결렬 이후, 미국의 한반도정책이 중도파 중심의 남북 통일정부 수립방안에서 이승만 및 한국민주당 중심의 남한 단독정부 수립으로 바뀌고, 한반도 문제가 미국이 주도하는 국제 연합(UN)으로 넘어가게 된다. 소련은 미국의 방안에 맞서 스티코프가 1947년 9월 26일에 1948년 초까지 남북한에서 미ㆍ소 양군을 철수한 다음 한국인들끼리 협의해서 정부를 수립하도록 하자고 제안했다. 미국은 이러한 소련의 제의가 그들이 북조선에 설치한 괴뢰정권이 전조선에 공산정권을 수립하려고 기도하는 것이라며, 그 안을 받아들이지 않고 유엔총회에서의 한국문제 토의를 밀어붙였다. 당시 서울에 있던 미국의 고위관리는 미ㆍ소 양군이 조기에 철수하고 나면 북한에는 20만 명으로 추산되는 군의 지지를 받는 공산정권이 남을 것이고, 남한에는 정부가 없는 상태에서 우익이 우세한 과도입법의회와 도합 5만 명 정도의 경찰관, 국방경비대 및 해안경비대가 남게 될 것이라고 분석했다.

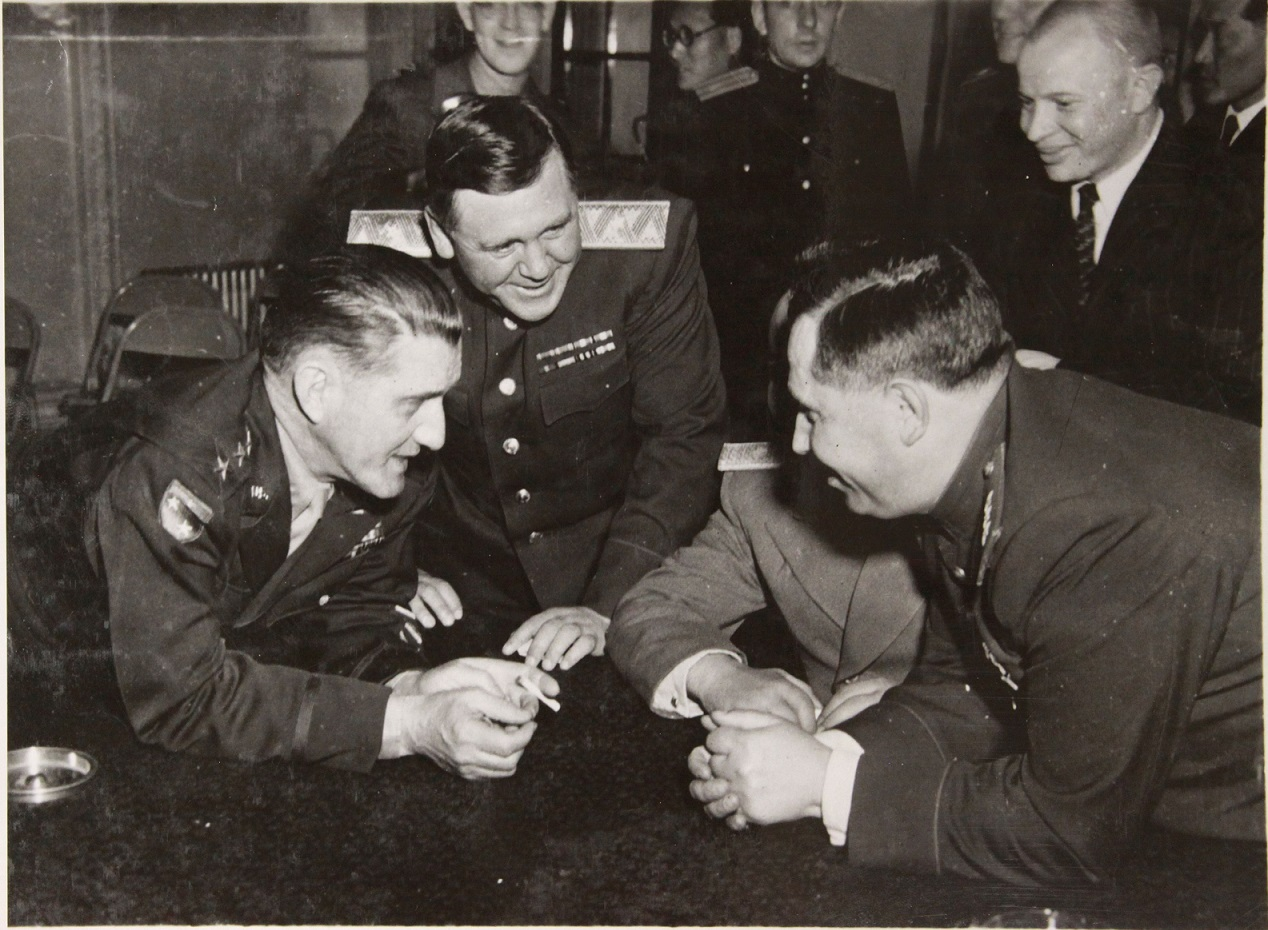
1947년 7월 서울에서 열린 미소공동위원회에서 담소하는 양측 대표. 좌로부터 미군정청 사령관 하지(John R. Hodge) 중장, 소련측 대표 레베데프 소장과 스티코프 상장. 이 회담이 결렬되면서 미국은 한국문제를 UN에 상정하게 된다. 이후의 남북협상에서 레베데프와 스티코프는 남측 대표들을 자신들이 준비한 안에 동조하도록 강압하는 치밀한 계획을 마련하는 등 막후에서 깊숙히 간여하였다.

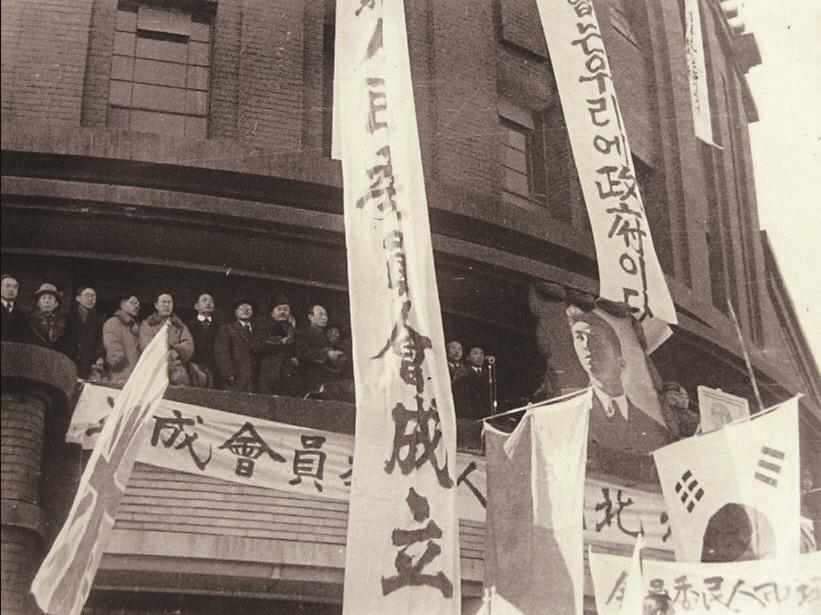
1946년 2월 8일 북조선임시인민위원회 성립 경축 대회. 아래로 드리워진 현수막에 임시인민위원회는 "우리의 정부이다"라고 쓴 것이 또렷이 보인다. 북한에는 소련의 조종을 받기는 하지만 이미 김일성을 위원장으로 하는 단독정부가 세워져 있었다는 증거이다. 이런 북한이 남한의 총선을 통한 단독정부 수립을 반대한 것은 적반하장이고, 남북협상을 주도한 것도 총선 방해공작에 불과하다.

UN 감시하에 한반도 전지역에서 총선거를 실시하여 단일정부를 세우는 방안을 소련이 거부하자 남한만의 단독정부수립 가능성이 높아졌다. 이에 좌우합작운동을 주도하던 김규식은 여운형이 암살된 후 민중동맹·신진당·사회민주당 등 중도파 세력을 규합하여 민족의 자주노선을 표방하는 '민족자주연맹'을 결성하였다.
신탁 통치 반대 운동을 하던 이승만 세력 및 한국민주당 등과 같이 김구 역시 1947년 12월 초까지도 북한이 총선을 거부할 경우 남한의 단정수립을 지지하였다. 47년 10월부터 조소앙 주도하에 한독당의 일부 간부가 중도파세력 중심의 각 정당협의회에 참가하면서 남북협상론에 동조하자 김구는 남북협상을 주장하는 한독당 간부들을 해당행위자로 규정하고 제명하기도 했다.
그러나 1947년 12월 2일에 한민당 당수 장덕수(張德秀, 1894 ~ 1947. 12. 02) 암살사건이 발생하고 그 배후로 김구가 지목되었다. 당시 중국 총영사 류위완(劉馭萬)이 본국에 보고한 전문에는 "김구는 한민당 당수 장덕수 암살사건에 연루된 혐의가 적지 않습니다. 김구 본인은 비록 어떠한 처분도 받지 않았지만 암살범을 비롯하여 8인이 미군사법정에 의해 사형에 처해졌습니다. 이는 김구로서도 어쩔 수 없었고 이후 김 씨와 미군정당국의 관계는 단절되고 말았습니다."라 하였다. 김구는 자신이 법정에 서지 않게 해달라고 이승만의 도움을 요청했지만 이승만은 거절하였다. 당시 이승만은 하지 군정 사령관과 사이가 좋지않아, 김구 측의 요청을 접수한 이승만 측근들이 비록 하지에게 요청한다 해도 오히려 역효과를 낼 것으로 판단하여 이승만에게 그러한 사실을 보고조차 하지 않았다는 주장도 있다. 이승만은 장덕수 암살사건으로 위기에 처한 국민회의를 방치하면서 한민당과 연대하며 독자적으로 '한국민족대표단'을 구성하자 김구는 크게 분노하였다. 1947년 12월 22일 김구는 단독정부 절대반대와 '한국민족대표단'의 해산을 주장하였다. 이승만과 김구의 연대에 비판적이던 한민당은 이 사건을 정치적인 호재로 이용하고자 하였다. 김구는 이들과 결별하고 다시 김규식과 함께 노선을 같이했다.
1948년 1월 8일, 총선거 문제 논의를 위해 UN 한국임시위원단이 입국했다. 1월 26일, 27일 양일간 한국임시위원단과 김구·김규식·이승만 사이에 열린 회담자리에서, 김구는 '미·소 양군 철군→남북요인회담→총선에 의한 정부 수립'의 3단계 방안을 제시했다. 이어 2월 4일에는 북쪽의 김일성·김두봉에게 남북요인회담을 제의하는 서신을 보냈다. 또 1948년 1월 8일에는 총선거 문제 논의를 위해 한국에 들어온 UN 한국임시위원단에게 남북협상 방안을 제시하는 한편, 2월 10일에는 남한만의 단독정부 수립을 반대하는 성명인 '삼천만 동포에게 읍고함'을 발표한 후 3월 8일, 또다시 남북협상을 제의했다.
이에 김일성·김두봉은 3월 25일, 자신들이 속한 '북조선민주주의민족통일전선'의 명의로 수락에 답하였다. 김일성, 김두봉 등은 성명서를 통해 평양방송을 통해 조선의 정치현상에 관해 의견을 교환하고, 남조선 단독정부 수립을 전제하는 유엔 총회의 총선거 결정을 반대하기 위한 대책을 수립하는 한편, 조선의 통일과 민주주의에 입각한 통일정부의 수립에 관한 대책 등을 토의하기 위해 "조선의 통일적 자주독립을 위하는 전조선 정당사회단체 대표자 연석회의를 개최하자"고 발표했다. 그러나 이미 김일성과 김두봉 등은 사실상의 의회와 같은 기능을 하는 단체인 최고인민회의를 구성해놓고 있던 상태였다.

38선에서 방북직전 포즈를 취하는 김구와 김신(우), 선우진(좌)(48년 4월)

이로부터 닷새 후인 3월 30일에는 북조선노동당을 비롯한 북쪽의 9개 정당·단체의 이름으로 남쪽의 한국독립당 등 모든 정당·사회단체 앞으로 '전조선 제정당사회단체 대표자 연석회의' 개최를 제의하는 서신을 보내기에 이른다.
이렇듯 북조선인민위원회가 김구·김규식의 회담 제의를 수락하자, 한국민주당을 제외한 남한의 모든 정당·사회단체는 즉각적인 지지와 적극적인 참여를 천명함으로써 4월 19일 평양에서 전조선 제정당사회단체 대표자 연석회의가 열리게 되었다.
중국 총영사 류위완(劉馭萬)이 본국에 보고한 전문에는 김구, 김규식의 방북 성사 배경에 대해 다음과 같이 나와 있다.
김규식은 회의 성공에 회의적인데 남으로 돌아온 뒤에는 정계에서 은퇴할 것이라 합니다. 김구의 행동은 예측불허인데 전체적인 상황으로 보아 소련은 남한의 선거를 방해하려는 음모를 갖고 있는 듯합니다. 2김이 북상을 결정하기 전 연락원을 통해 회의 선결조건 5가지를 제안하였고, 북한은 이를 완전히 수용하기로 하여 2김의 북상이 성사되었습니다. 2김이 제안한 5가지를 아래에 보고 드립니다.

한국의 독립과 통일을 위해 국제원조의 조건 하에 2김은 아래 5가지를 주장하였습니다.

첫째, 진정한 민주정부를 건립하며 어떠한 독재체제도 거부한다.

둘째, 사유재산제를 승인하며 독점적 자본주의를 거부한다.

셋째, 전국적인 보선을 실시하며 통일된 중앙정부를 건립한다.

넷째, 어떤 우방도 한국 영토 내에 군사근거지를 설치해서는 안 된다.

다섯째, 미소 양국은 즉각 담판을 개시하여 점령군의 철퇴 시간과 조건을 토의해야 한다(이는 철병의 선결문제와 선후방법을 칭하는 것입니다). 아울러 철병방법을 전 세계에 공포해야 한다.

### 방북 전 양김씨 주변 인물들의 동향

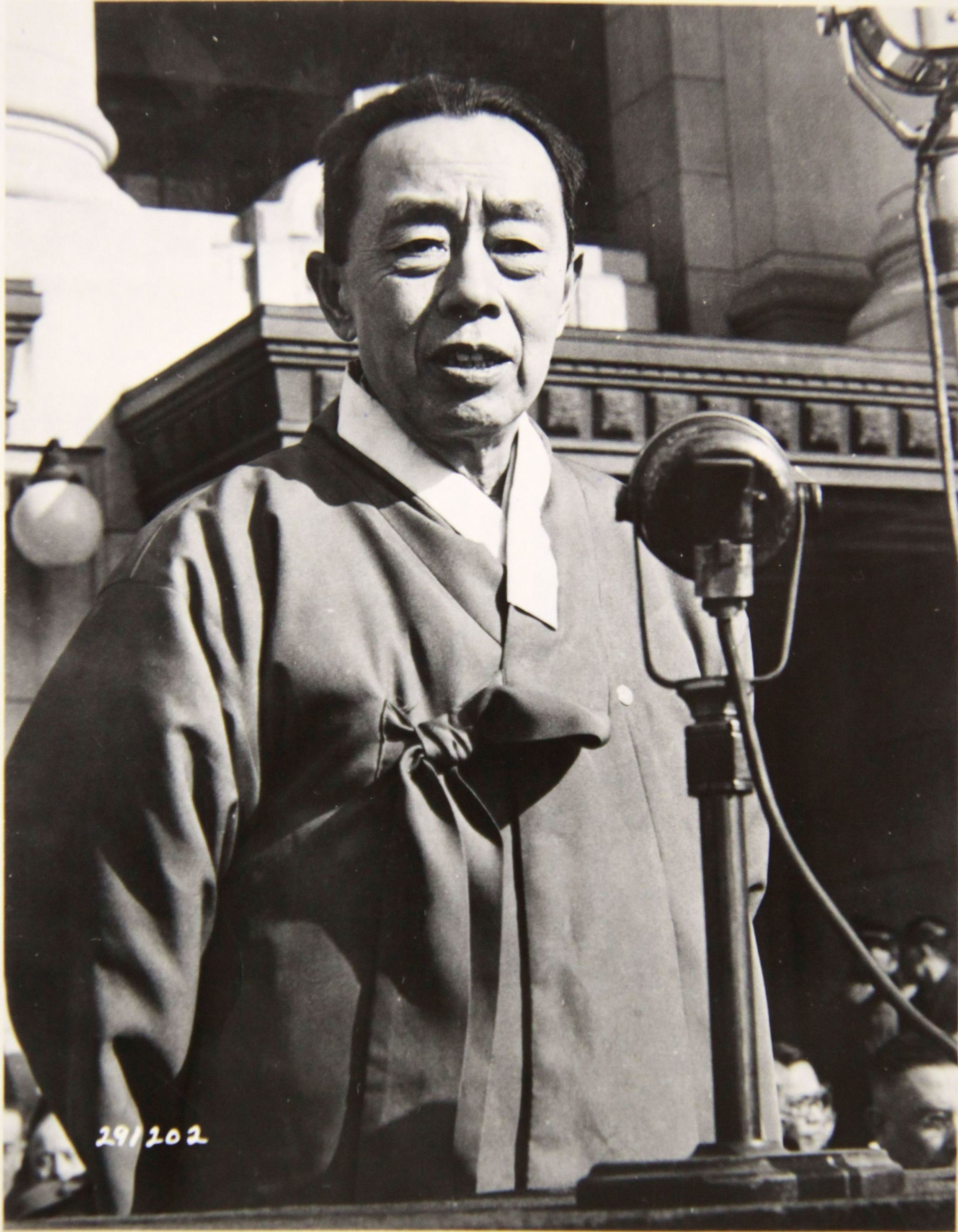
민족자주연맹의 당수 김규식

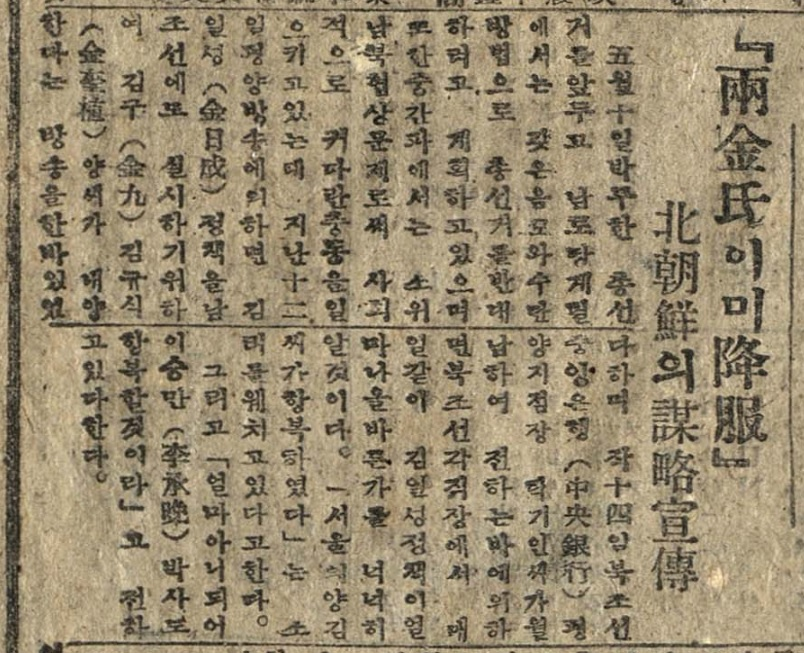
김구, 김규식이 남북협상을 위해 북으로 출발하기도 전에 북한은 두 사람이 이미 항복했다고 선전하고 있었다. : 『양김씨(兩金氏) 이미 항복(降服)』 북조선(北朝鮮)의 모략선전(謀略宣傳) : 현대일보 1948년 4월 15일 2면

김구가 주위 사람들의 많은 반대에도 불구하고 방북을 결심하고 강행한데는 거물 간첩 성시백(成始伯, 1905 ~ 1950)의 설득이 크게 작용한 것으로 보인다. 성시백은 중국공산당원 자격으로 중경에서 지하공작을 하면서 한국독립운동단체에 대한 공작을 맡고 있었는데, 임시정부 요인들과 격의 없는 관계를 형성하였고, 김구, 엄항섭, 조완구 등과도 친했으므로 쉽게 김구에게 접근할 수 있었다. 송남헌의 『해방3년사』에는 그가 김구에게 김일성의 서신을 전달한 것으로 나온다.
또한 해방 후 비밀리에 서너 차례 북한을 방문한 적이 있는 홍명희가 김구의 방북을 설득한 것도 영향을 미쳤다고 한다.. 홍명희는 김구 등과 함께 남북협상의 당위성을 주장하는 소위 "7거두 공동성명(七巨頭共同聲明)"을 발표하기도 했고, 경교장을 방문하여 김구와 밀담을 나누기도 했다. 그러나 남북협상단의 일원으로 북한으로 간 홍명희는 서울로 귀환하지 않았고, 평양에 남아 북한 초대 내각의 부수상까지 되었다. 김일성의 처 김정숙이 사망하자 맏딸이 1950년 1월 김일성과 결혼하여 그의 장인이 되기도 했으므로 일찍부터 북한에 포섭된 인물로 보인다. 홍명희의 딸은 김일성과 결혼 얼마 후에 일찍 죽어 그 사실은 잘 알려지지 않았다.
김규식의 비서였던 송남헌의 증언에 의하면 자신이 잘 모르고 속아서 추천했던 김규식의 또 다른 비서 권태양(權泰陽, ?~1965)은 북한에 포섭된 인물로 간첩 성시백의 직계였으므로, 권태양도 김규식의 방북 결심에 영향을 준 것으로 보인다. 그는 김규식의 방북을 수행했다가 서울로 돌아왔지만, 6.25 당시 김규식의 납북에 직접 간여한 것으로 밝혀져 있다. 김규식이 방북을 결심하는데는 문화인 108인이 지지 성명 발표를 준비하고 있다는 소식이 상당한 영향을 주었다고 한다. 성명서를 발표한 문화인 108인 중에는 홍명희의 장남으로 역시 월북한 홍기문(洪起文, 1903 ~ 1992) 같은 인물도 끼어 있었다.
남북협상에 참여한 요인 중 한 명인 조완구는 북한에 잔류한 홍명희의 고모부이기도 하다. 이 외에도 방북한 요인들의 주변에는 북한 간첩들이나, 북한에 포섭된 인물들이 많아서, 방북을 유도하는데 상당한 역할을 했다.

## 연석회의와 '4김 회담'의 개최
4월 19일부터 평양의 모란봉 극장에서 열린 연석회의에는 남한의 41개 정당·사회단체와 북조선의 15개 정당·사회단체에서 선출된 695명의 대표자들이 참석했는데 이는 당시 남북을 통틀어 좌·우익세력 대부분을 망라한 것이었다. 실제로 남한 쪽에서는 남조선로동당·근로인민당 등 좌익계열 정당뿐 아니라 한국독립당·민족자주연맹 등 우익계열 정당들도 참여하였을 뿐만 아니라, 박헌영·백남운·김구·김규식·조소앙 등 명망있는 좌익 및 우익 인사들도 참석했다.
회의 시작일인 19일에는 연석회의를 이끌어 갈 주석단 선거, 축문·축전 소개가 있었고, 20일에는 휴회, 21일에는 김일성의 '북조선 정치정세보고'를 시작으로 백남운·박헌영의 '남조선 정세보고'를 들었으며, 22일에는 전날 발표된 정세보고에 대한 활발할 토론이 진행되었다. 특히 22일의 토론에서는 UN 한국임시위원단의 단독선거 실시를 규탄하고 5.10 단독선거의 실시를 저지하는 것은 물론 남북 모두에서 외국군이 당장 철수해야 한다는 총의를 모았다. 이들 토론을 기초로 회의 마지막 날인 23일, 남북의 대표자들은 단선을 저지하기 위한 각 정당·사회단체의 구체적인 행동통일을 규정한 '남조선 단선단정반대투쟁 대책에 관한 결정서'와 "조선인민이 자기의 뜻대로 민주적 선거를 실시하여 통일 민주국가를 창설할 수 있도록 미소 양국군이 동시에 한반도에서 철군해줄 것"을 공식적으로 요구하는 '미소 양국 정부에 보내는 전조선 정당사회단체 연석회의 요청서'와 함께 '남조선 정치정세에 관한 결정서'·'전 조선 동포에게 격함' 등이 만장일치로 채택하였다.
연석회의가 끝난 4월 26일부터 30일 사이에는 김규식이 방북 직전 제안한 독재정권 배격·총선거 실시·전쟁방지방안 마련 등 5개항을 중점적으로 다룬 '전조선 제정당사회단체 지도자협의회'(또는 '15인지도자협의회')가 열렸다. 이 '15인지도자협의회'에는 남측의 김구·김규식·조소앙·조완구·홍명희·김붕준·이극로·엄항섭 (이상 우익)·허헌·박헌영·백남운 (이상 좌익)과 북측의 김일성·김두봉·최용건·주영하(북은 모두 좌익)이 모였다. 한편 이와 함께 김구와 김규식의 요청으로 김구·김규식·김일성·김두봉 간 4김 회담, 김규식과 김일성의 양김회담도 열렸다. 그러나 중요한 이야기는 논의되지 못하였으며, 여기에서 김구와 김규식은 단지 1. 남한에 대한 송전계속, 2. 연백수리조합의 개방, 3. 조만식의 월남허용 등을 김일성에게 피력하였고, 김일성은 1항과 2항은 수락하였으나 3항에는 이견이 있어 합의를 얻지 못했던 것으로 전해진다. (그러나 김일성은 백범과 우사가 남한으로 귀환하자마자 전기와 농업용수를 모조리 끊어버렸다.)
그리하여 4월 30일, '전조선 정당사회단체 지도자협의회'의 명의로 공동성명서가 발표되었다. 공동성명서 4개항의 요지는 다음과 같다.
1. 소련이 제의한 바와 같이 외국군대는 우리 강토로부터 즉시 동시에 철거하는 것이 조선문제를 해결하는 가장 정당하고 유일한 방법이다.
2. 남북 조선 정당·사회단체 지도자들은 외군이 철거한 이후 내전이 발생할 수 없다는 것을 확인한다. 이들 大 정당·사회단체들 간에 성취된 약속은 우리 조국의 완전한 질서를 수립하는 튼튼한 담보이다.
3. 외국군대가 철거한 이후에 下記 제 정당들의 공동명의로 전조선정치회의를 소집하여 조선 인민의 각계 각층을 대표하는 민주주의임시정부가 즉시 수립될 것이며 국가의 일체 정권과 정치·경제·문화생활의 일체 책임을 가지게 될 것이다. 이 정부는 그 첫 과업으로서 일반적·직접적·평등적 비밀투표에 의하여 통일적 조선입법기관 선거를 실시할 것이며 선거된 입법기관은 조선헌법을 제정하며 통일적 민주정부를 수립할 것이다(全文임).
4. 남조선 단독선거는 절대로 우리 민족의 의사를 표현하지 못할 것이며, 이 성명서에 서명한 정당·사회단체들은 남조선 단독선거의 결과를 결코 승인하지 않을 것이며 지지하지 않을 것이다.
(≪全朝鮮政黨社會團體代表者連席會議報告文及決定書≫, 54∼55쪽；金南植·李庭植·韓洪九 편,≪한국현대사자료총서≫13, 돌베개, 1986, 305∼306쪽).

그러나 1항은 남북한 동시 총선을 거부하고 소련의 주장을 그대로 따른 것으로, 양군 철수 후 북한이 강한 군사력을 바탕으로 남한을 침략, 적화시킬 우려 때문에 미군정과 남한 우파들이 수용할 수 없는 것이었다. 2항과 3항은 북조선으로서는 동의하기 어려운 내용이었다. 

민족자주연맹의 간부 여운홍

### 남측 인사들의 반발
이렇듯 협상 과정에서 북측이 일방적인 태도를 보이자, 남측의 인사들의 반발이 심하였다. 민족자주연맹의 김규식은 병을 핑계로 4김회담에만 참석한 뒤 회의에 참석하지 않았고, 연석회의 중 참석자인 장건상·여운홍 등은 의사결정과정에 문제가 있다고 항의하기도 했다.
장건상은 연석회의 중 "우리 겨레는 공산주의를 갖고는 살 수 없다. 우리가 근로인민당 운동을 하는 것은 공산사회를 만들려는 것이 아니라 평등의 이념으로 평화롭게 살려는 데 있다"고 주장하였다가 이를 문제 삼은 북조선에 의해 한동안 연금 되기도 하였다. 장건상은 김구, 김규식이 떠난 지 보름 뒤에 서울로 돌아올 수 있었다. 이도 그와 친분이 있던 북로당 위원장 홍명희·김두봉 덕택이었다고 한다.
지도자 연석회의 기초위원회의 위원으로는 홍명희, 엄항섭, 여운홍이 보선되었는데 기초위원회 소위원회 회의에서 박헌영이 미국을 제국주의로 5.10 총선거 참가자를 망국노, 반동분자 등으로 과격한 언어를 구사하며 비판하자, 이에 격분한 여운홍은 "이북에 사는 사람들에게는 이 결정서가 좋을지 모르지만 우리 다시 돌아가야 하는 사람들에게는 안되겠으니 어구 수정이라도 하라"고 항의하였다. 그러자 박헌영은 "개인이 왈가왈부하지 말고 민주주의적인 결정으로 가부를 결정하자"고 했다. 결국 초안은 만장일치로 통과되었고, 다시 반대발언을 했다가는 서울에 돌아갈 수 없다는 공포감을 느낀 여운홍은 일체의 발언을 중지하고 표결 등에서도 기권을 선언하였다. 이후 여운홍은 소극적으로 참여하다가 1948년 5월, 남한으로 귀환하였다.
김구는 남북협상에서 김일성에게 이용당한 것을 알고 침울하게 보냈다. 김일성이 2차 회의를 제의해 왔을 때는 완전히 거절해 버렸다. 조소앙은 남북협상 참가 후 인터뷰에서 이번 방북 길은 완전히 실패다. 우리가 완전히 모욕당하고 들러리를 섰다. 고 하였다.

## 연석회의 이후
서울로 돌아온 김구와 김규식은 평양에서의 연석회의 경위와 합의사항을 설명하는 공동성명을 발표하였는데, 요지는 남조선(南朝鮮)의 단선(單選), 단정(單政) 반대와 미소양군철퇴(美蘇兩軍撤退)를 요구(要求)하는데 남북 대표자들이 의견 일치를 보았고, 북조선 당국자도 단정(單政)은 절대 수립하지 않겠다고 확언했으며, 단전(斷電)도 하지 않고, 저수지(貯水池)도 원활히 개방(開放)할 것을 쾌락(快諾)했으며, 조만식(曺晩植)의 남행(南行) 요구에 대해  미구(未久)에 성사되도록 노력하겠다고 약속했다는 것 등이다.
미군이 기록한 "김구, 김규식이 발표한 공동성명(Kim Koo and Kim Kiusic issue joint statement: 1948-05-06)"에 나오는 양김씨의 말을 요약하면 : 김구는 남한만의 5.10 총선거를 반대하는 발언은 계속할 것이지만 방해하지는 않겠다고 하고, 김규식은 단선에 반대하지는 않으나 참여하지는 않겠다고 했다. 양김 모두 미소양군이 철수하더라도 북한의 남침은 없을 것으로 본다고 했다. 김규식은 김일성이 단전을 하지 않고, 농업 용수도 계속방류히겠다고 했다고 하였으며, 자신은 공산주의를 좋아하지 않지만, 궁적적으로는 한국 전체에 공산주의가 압도할 것으로 느꼈다고 했다.  김구는 북한식의 정권이 남한에도 들어서는 것은 원하지 않는다고 했다. 김규식은 정계에서 물러나 전원생활을 하겠다고 말했다는 것 등이다.
이후 북조선인민위원회에서는 제2차 연석회의를 해주에서 개최할 것을 김구와 김규식에게 제의하며, 북쪽에서도 선거를 실시하여 정부를 수립할 예정이라 발표했다. 그러나 김구와 김규식은 남쪽에서 단독정부를 수립한다 하여 이에 맞서 북쪽에서도 단독정부를 수립하겠다는 것은 또다른 민족분열이라 하여 참가를 거부하였다.
이에 1948년 6월 29일 김구·김규식의 참가 없이 평양에서 '제2차 전조선 제정당사회단체 지도자협의회'가 일방적으로 개최하여, 남한의 5.10 총선거로 구성된 대한민국 제헌 국회를 비법적 조직체로 규정하고 '조선민주주의인민공화국' 중앙정부를 수립할 것을 결정했다.
이에 7월 19일, 김구·김규식은 "그들이 일방적으로 결정한 헌법에 의하여 인민공화국을 선포하며 국기까지 바꾸었다. 물론 시기와 지역과 수단방법에 있어서 차이가 있을지언정 반조각 국토 위에 국가를 세우려는 의도는 일반인 것이다. 그로부터 남한·북한은 호상 경쟁적으로 국토를 분열하여 민족상잔의 길로 나아갈 것이다."는 공동성명을 발표하여 한국 전쟁을 예언했으며, 조소앙은 여현이라는 곳에서 성명을 발표, "남북협상은 (남측 인사들이) 이용당한 것이다"라고 주장하기도 했다.
그러나 김구·김규식의 제2차 지도자협의회 거부 후인 8월 21일, 남쪽의 각 시·군 '대표'가 해주에 모여 '남조선인민대표자대회'를 열고 남로당원 132명을 비롯하여 조선인민공화당원 68명, 신진당원 31명, 사회민주당원 43명, 민주한독당원 35명, 근민당원 62명, 전평회원 66명, 민주독립당원 53명 등 앞서의 연석회의에 남가했던 모든 정당·사회단체 대표로 구성된 360명의 대의원을 선출했다. 북측의 일방적인 '제2차 전조선 제정당사회단체 지도자협의회'와 그 결과로 열린 '남조선인민대표자대회'는 결국 북조선의 단독정부인 '조선민주주의인민공화국'의 성립을 가져와, 남북 모두가 단독 정부를 세워 분단을 고착화하는 결과를 가져왔다.
이후 김구·김규식은 남한만의 단독선거가 실시된 후에도 한독당과 민족자주연맹을 중심으로 단정 반대세력을 규합하여 1948년 7월 21일, "통일독립운동자의 총역량 집결"과 "민족문제의 자주적 해결"을 목적으로 하는 통일독립촉진회를 결성하여 민족통일운동을 계속하는 한편, UN에 남북 두 분단국가의 해체와 남북 총선거에 의한 통일정부 수립을 요구했다. 그러나 결국 1949년 6월 26일, 김구의 암살과 이듬해 6월 25일 한국 전쟁의 발발, 김규식의 납북 등으로 이 운동은 빛을 보지 못한 채 종결되었다.
리극로와 민주주의독립전선을 결성했던 조봉암은 비록 조선민주주의인민공화국에는 가지 않았으나, 남북협상의 실패를 인식하고 바로 1948년 5월 10일 5·10 단독 총선거에 참여하였다. 남북협상 자체를 실패로 규정한 조소앙은 한국독립당을 탈당, 사회당을 창당하였고, 대한민국 정부를 인정하고 1950년 제2대 국회의원 총선거에 당원들의 출마를 적극 권유하기도 했다. 김규식 역시도 민족자주연맹 의원들의 제2대 국회의원 총선거에 참가할 사람은 참가해도 좋다는 의견을 표시하였다.

### 방북 후 북한에 잔류한 사람들
남북협상에 참여하러 방북한 사람들 중 상당수가 돌아오지 않고 북한에 잔류하였다. 대표적인 월북 인사는 홍명희(洪命熹, 1888 ~ 1968), 김원봉(金元鳳, 1898 ~ 1958), 백남운(白南雲, 1894 ~ 1979), 이극로(李克魯, 1893 ~ 1978), 성주식(成周寔, 1891~1959), 손두환(孫斗煥, 1895~?) 등이다. 이들은 평양에 가서 갑자기 잔류를 결정했다고 보기는 어려우므로, 일찍부터 북한에 포섭되어 서울에서 요인들 방북에 바람잡이 역할을 했던 것으로 보인다. 열성적인 공산주의자로 보이지는 않았던 홍명희도 해방 직후부터 비밀리에 서너 차례 북한을 다녀와 북한에 포섭된 인물로 밝혀졌다.

### 김구 - 류위완(劉馭萬) 대화록에 나타난 방북 후의 김구의 입장

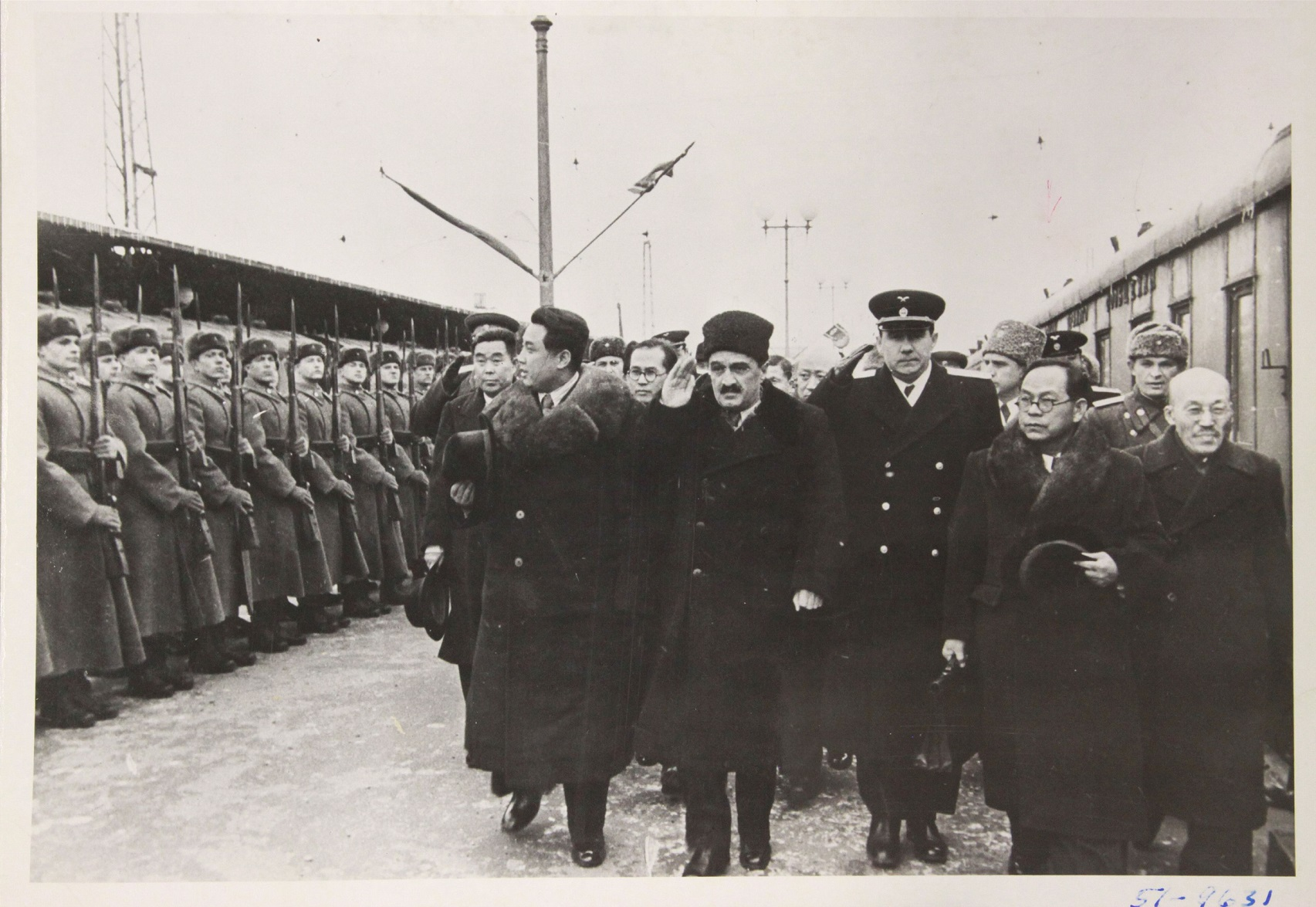
1949년 3월 모스크바를 방문한 김일성과 박헌영 및 홍명희 (맨 오른 쪽). 방북했던 김구 일행이 서울로 귀환한지 불과 10개월 후에 김일성은 스탈린을 만나 남침 전쟁 승인과 지원을 요청했으나 거절 당했다. 김일성은 처음부터 무력 적화통일을 목표로 하고 있었으며, 남북협상은 남한의 총선을 방해하기 위한 공작이라는 증거이다. 서울서 김구의 방북을 설득하던 홍명희는 평양에 눌러 앉아 부수상이 되어 김일성의 남침 구걸 방소를 수행했다. 이들은 나름대로 자신들이 원하는 방식의 통일정부 실현을 위해 이렇게 전력투구하고 있었다. 이들이 과연 10개월 전에는 남측대표들과의 통일정부 수립 협상에 진지한 태도로 임했겠는가?

방북 후 서울로 돌아온 김구는 물론 총선에는 참여하지 않았고, 총선 후에도 단정 반대의 입장을 고수하였다. 중국 총영사 류위완(劉馭萬)은 1948년 7월 13일 11시 경교장으로 김구를 방문하여 1시간가량 요담을 나누었다. 류위완이 영문으로 기록한 당시의 대화록이 이화장 문서에서 발굴되어 전문이 공개되어 있다. 이 문서에는 김구가 “공산주의자들이 앞으로 북한군의 확장을 3년간 중단하고, 그사이 남한에서 무슨 노력을 하더라도 공산군의 현재 수준에 맞서는 군대를 건설하기란 불가능하다”든가, 또“소련 사람들은 아주 손쉽게 북한군을 남진하는 데 써먹을 것이고, 단시간에 여기서 인민공화국이 선포될 것”이라 말한 것으로 나온다. 김구의 발언의 의미에 대해 논란이 있지만, 북한이 이미 남한이 상대하기 힘든 강대한 군사력을 보유하여 남침할 가능성이 크고, 그 경우 남한이 쉽게 적화될 것으로 예상한 말로 볼 수 있다. 
미소양군이 동시 철수하면 남북간의 힘의 균형은 이미 강력한 군사력을 갖춘 북한 쪽으로 기울 수 밖에 없고, 남북 합의에 의한 통일이 아니라 무력 적화 통일로 갈 수 밖에 없는 것은 예정된 수순이었다. 그렇게 해서 불과 2년 뒤 6.25 남침 전쟁이 일어난 것이다. 뉴욕 타임스 한국 특파원이었던 존스턴(Richard Johnston)이 쓴 1947년 10월 27일자 뉴욕 타임즈(NY Times)의 기사에 “오늘 이 곳의 미군정 고위층이 말하길 소련군과 미군 철수 이후 북한 공산주의자의 남한 공격 계획에 관한 보고서는 정확했다”고 하였다. 이처럼 미군정 고위층에서도 미소 양군이 철수하면 북한의 남침을 예상하는 관측이 있었다. 존스턴은 또한 1948년 2월 18일 경향신문 기자에게 북한에는 이미 1946년 2월에 임시인민위원회라는 정부를 수립해 놓고 헌법도 준비해 놓은 상태에서 군비도 강화해 왔으므로, 총선을 통한 남한 단독정부 수립은 불가피하며, 남한이 북한에 대응할만한 충분한 군사력을 갖출 때까지 미군이 주둔할 필요가 있고, 남한만이 UN의 승인을 받는 국가가 될 것이라는 전망도 내놓고 있다. 외국인 기자도 당시 남북의 상황을 보고 이 정도 판단을 했는데, 남북협상 같은 것은 애초에 성공할 수가 없었던 것이다.

### 6.25 남침과 남북 협상 참여 요인들의 납북
김구가 예상했던대로 북한은 불과 2년뒤 6.25 남침 전쟁을 개시하였다. 이는 남북협상에 임한 북한의 의도가 남한의 총선을 방해하는 것이 목적이고, 그들이 원하는 남북한 단일정부는 애초부터 남침 전쟁을 통해 남한을 적화하여 달성한다는 계획이었음을 입증한다. 전쟁 준비는 하루 이틀 사이에 이루어질 수 없는 것이므로 북한이 해방 직후부터 군사력 강화에 열성적이었다는 것도 이런 목적을 이루기 위한 것으로 볼 수 밖에 없다. 소련의 대리인으로 소련군의 전폭적 지원을 받아 북한의 실질적 권력을 장악하고 있던 김일성이 자신의 권력을 잃을 수도 있는 남북합의에 의한 통일 정부 수립을 진지하게 고려했을 리는 만무하고, 자신이 통일 정부의 최고 권력자가 되는 적화 통일만이 그가 원한 유일한 통일정부 수립 방식이었을 것은 자명하다.
연석회의가 열린지 불과 10개월 후인 1949년 3월에 김일성은 모스크바를 방문하여 스탈린을 만나 통일을 위한 남침 전쟁을 허락해 줄 것을 요청하였으나 거절 당하고, 이후 48차례나 스탈린에게 전문을 보내 간청한 끝에 간신히 승락을 얻어 6.25 남침 전쟁을 일으킨다. 이로보아 북한이 통일정부 수립을 위한 남북협상에 나선 것은 남한에 분열과 혼란을 조성하고 총선을 방해할 목적이 있었을 뿐이고, 애초부터 전쟁을 통한 적화통일을 준비하고 있었다고 보는 것이 정확할 것이다.
인민군은 단기간에 서울을 점령한 후 낙동강 전선까지 밀고 내려갔다가 더 이상 전진하지 못하고, 국군과 UN군의 반격으로 남한 적화가 실패할 가능성이 커지자, 남한의 주요인사들을 납북하기 시작했다. 전 북한정무원 부부장 박병엽 (필명 신경완)의 증언에 의하면 남북협상에 참여했던 인사들은 우선 납북 대상이었고, 협상을 위해 방북했던  김규식(金奎植, 1881 ~ 1950), 조소앙(趙素昻, 1887 ~ 1958), 조완구(趙琬九, 1881 ~ 1954), 엄항섭(嚴恒燮, 1898 ~ 1962), 김붕준(金朋濬, 1888 ~ 1950), 최동오(崔東旿, 1892~1963), 원세훈(元世勳, 1887 ~ 1959), 오하영(吳夏英, 1879 ~ 1960), 박건웅(朴健雄, 1906 ~ ? ) 등이 납북되었다. 평양까지 가서 공산주의자들의 실상을 겪어보고도 그들의 실체를 정확히 파악하지 못하고, 끝내 그들에 의해 비극적인 일을 당한 것이다. 김구도 생존해 있었더라면 최우선 납북 대상이 되었을 것으로 보인다.
박병엽 (필명 신경완)은 이들 피납인사들의 납북 후의 운명에 대해서도 증언한 바 있다.
남한측 협상 참여 주요 인사 대다수를 납북한 것만 보아도 북한 측이 협상에 임한 목적은 통일정부 수립에 대한 논의가 아니라 총선을 방해하기 위한 대남 공작 차원이었다는 것이 증명된다.

## 남북협상에 대한 미군정의 입장
미군정은 남북협상에 처음부터 반대하였다. 미군정은 원래 이승만, 김구보다는 중도 온건파인 김규식을 지도자로 선호하였으나, 남북협상을 위한 그의 방북에는 반대하였다. 그러나 김규식은 미군이 개입할 일이 아니라면서 방북을 강행하였다. 미군정은 남북협상에 반대했지만 협상파들의 방북은 막지 않았고, 사태를 관망하였다.
남북협상에 대해 미군이 내린 평가는 "유엔한국위원단 연락장교 웨컬링 장군의 보고서(Report of Weckerling, liaison officer with the UN Temporary Commission on Korea : 1948-06-25)"에 나오는데, 대강의 내용은 아래와 같다.
소련과 북한의 목적은 남한의 동조자들에게 자금을 대고 부추겨서 총선을 방해하여 무력화 시키고,  미소 양군 철수 후 외국의 간섭을 배제한 한국인들의 정부를 수립하자는 소련의 제안을 받아들이도록 압박하는데 있다.
북한은 방북 인사들이 감명을 받도록 평양 거리를 깨끗이 청소하고 보수하며, 건물들을 도색하고, 평양 근교의 도로들을 개보수하는데 엄청난 노력을 들였다. 방북인사들은 국영공장 노동자들의 열의와, 마을 사람들의 집, 의복, 재봉틀, 침실, 전기 조명, 깨끗한 부엌 등에 감명을 받았으며, 한 공장의 라운지에서 노동자가 피아노를 연주하는 것을 보고 놀라기도 했다. 남북연석회의를 축하하기 위해 김일성 광장에 34만명의 노동자, 농민, 학생, 시민들이 모였다고 평양 라디오는 자랑하였고, 그들의 선전선동 주제는 "미국인의 주구들만 남한의 단독선거를 지지한다",  "남한의 단독 정부 계획을 타도하라", "남한의 단독선거에 참여하지 말라"는 등이었다.
이런 것들은 남한의 반대정파 지도자들에게 보여주기 위한 공산주의자들의 상투적인 계획된 보여주기에 지나지 않지만, 김구나 김규식이 계속 이에 대한 발언을 하도록 하고, 미국 관리들에게 북힌에서 본 것들에 대해 감동받았다고 말하도록 하는데에 성공했다.
하지만 다른 온건파나 좌파 귀환자들은 이 두 사람과는 전혀 다른 말을 했다. 상당히 저명한 좌파 한 사람은 평양의 주장을 완전히 받아들이지 않자 1주일간 구금을 당했고, 그는 북한에 비해 남한은 천국이라 했다. 다른 사람들은 북한 공산 지도자들의 비타협적 태도는 러시아를 대신해서 한반도 전체를 지배하겠다는 일관된 야망의 징표라고 생각했다.
의미있는 결과를 만들어 낸 것이 없는 남북 지도자들의 회동은 전체적으로는 실패이다. 명백히 남한의 선거를 파탄내기 위한 공산주의자들의 계획의 일부일 뿐이며, 남북지도자들의 연합을 이끌어 내기 위해 진지하게 노력한다는 의도는 전혀 없었다.
공산주의자들이 회동을 통해 얻고자 하는 궁극적 목적은 선거 며칠 전에 소련군과 미군 사령관에게 보내는 즉각적인 군대 철수와 한국 문제를 한국인들에게 맡길 것을 요구하는 편지를 준비하는 것과 인민위원회가 임시헌법을 체택하도록 하는 것 등이다.

북한의 소련군 사령관은 회동에서 채택된 이 편지에 즉각 답하며 "미군도 동시에 철수하도록 압력을 가하기 위해 소련군은 철수 준비를 완료했다"고 하였다. 이런 것은 남한 선거에 반대하는 최대의 선전효과를 노려 치밀하게 준비한 말투이며 선거에 별 영향을 주지는 못했다.
미군이 기록한 "김구, 김규식이 발표한 공동성명(Kim Koo and Kim Kiusic issue joint statement: 1948-05-06)"에도 귀환한 김구, 김규식의 발언들이 나온다. 두 사람 모두 미소 양군이 철퇴해도 북한의 남침은 없을 것이라고 말했다. 김구가 남한에는 미국 대통령 트루먼 사진을 내 걸지도 않는데 북한은 어디에나 스탈린 사진을 걸어놓은 것을 지적하자 공산주의자들이 분노했다고 했다. 김규식은 김두봉은 고집불통이었고, 김일성이 더 대화할만한 상대였다고 하였다. 그러나 출발 전에는 김규식은 김일성은 가짜라는 소문도 있고, 만난 적도 없는 모르는 사람이지만, 김두봉은 독립운동 당시부터 잘 아는 사람이니 협상이 가능할 것으로 기대했었다.

## 소련 문서 공개로 드러난 새로운 사실
북한을 점령한 소련 제25군의 군사위원으로 남북협상 당시 민정사령관이었던 레베데프 (Nikolai Lebedev, 1901 – 1992) 소장이 남긴 ≪레베데프 비망록≫이 1994년 공개되면서, 1948년의 봄의 남북정치협상은 스티코프와 레베데프등 소련군정 핵심인사들이 주도한 치밀한 정치공작에 따른 것으로 밝혀졌다.
≪레베데프 비망록≫에는 남북연석회의에 대한 구체적 계획이 3월 17일부터 검토된 것으로 쓰여 있다. 그리고 이 비망록 3월 24일자에는 연석회의 대회일정이 구체적으로 명기되어 있다.
중앙일보가 보도한 ≪레베데프 비망록≫의 요지에서 남북협상 관련 부분은 아래와 같다.
비망록에는 북조선 인민위원장 김일성과 북조선 노동당 위원장 김두봉이 한국독립당 당수 김구와 민족자주연맹 대표 김규식등 이른바 「4金회담」에서 김구와 김규식에게 『헌법은 채택하지만 당분간 내각은 구성하지 않고 김구.김규식 두 선생에게 직위를 부여하고 헌법을 통과한 후 통일정부를 세울 계획』이라고 제의, 두 정치지도자를 회유한 것으로 기록돼 있다.
이와 함께 蘇군정은 김구와 김규식 일행이 남북(南北)지도자 연석회의를 결렬시키거나 회의에서 퇴장하면 이들을 「미제(美帝)간첩」으로 폭로하는 대책을 수립해 놓았다.
특히 비망록에는 남한(南韓)으로부터 받은 정세보고에서 김구가 기자들에게 『나를 5월10일까지 암살하려는 것을 알고 있다』고 기록, 김구는 평양으로 출발하기전 자신의 암살을 예견하고 있었음이 드러났다.
이후 평양에 간 김구는 48년 5월 3일 1시간 30분동안 김일성과의 단독회담에서 『만일 미군정(美軍政)이 나를 강하게 압박하면 북한에서 나에게 피난처를 제공할 수 있을 것이라고 기대해도 좋은가』라고 묻자 『김일성이 긍정적으로 대답했다』고 기록돼 있다.
또 김두봉은 4월25일 밤 레베데프 소장에게『김규식을 5월10일까지 평양에 체류하도록 하자』고 건의, 김규식이 미군정에 의해 대통령으로 선출될 가능성이 있음을 감안, 그를 북한에 묶어 두려는 의도가 있었음을 보여 주고 있다.
비망록에는 소군정이 소련군 극동(極東)사령부 정치위원이자 스탈린의 북한문제 전권대사격인 스티코프 대장(大將)의 재가를 받아 남한의 김구와 김규식이 제의한 남북 대표자 연석회의를 평양에서 열겠다고 발표하고 연석회의에 김구와 김규식을 평양으로 불러 들여 ▲남한의 총선 반대와 분쇄 ▲유엔 한국(韓國)임시위원회 조선(朝鮮)에서 추방 ▲소.미군 철수 ▲임시정부수립을 위한 남북총선거는 외국군 철수후 실시 등 한반도의 소비에트화를 위한 4가지 지침을 관철토록 김일성에게 지시한 것으로 기록돼 있다.
이를 위해 소군정은 「혁명논리와 투쟁전략」을 주 내용으로 연석회의 참석자들의 결의문에 해당하는 「조선인민에게 보내는 호소문」을 사전에 작성해 남한대표들에게도 이같은 지침을 미리 시달하여 지침 내용대로 연설을 준비토록 지도하라고 했다.
《출처: 48년 남북정치협상은 蘇각본-蘇민정사령관 레베데프 비망록 중앙일보  1994.11.15 종합 1면》

김일성은 소련이 내세운 그들의 대리인에 불과했기 때문에 남북협상과 같은 중요한 사안에 대해 소련이 막후에서 조종하고 있었다는 것은 충분히 예상된 일로, ≪레베데프 비망록≫에서 사실로 확인되었다 해도 별로 놀라운 일이 아니다. 또 그 동안 북한이 김구가 김일성과의 단독 회담에서 김일성에게 자신의 노후를 부탁했다고 주장해 온 것의 사실 여부를 두고 논란이 있었는데, 그러한 말이 이 비망록에 나오므로 사실일 가능성이 커 보인다.
소련이 자신들의 대리인으로 발탁한 김일성 뿐만아니라, 다른 공산주의자들도 소련에 종속되어 있기는 마찬가지였다. 2004년에 번역 간행된 《스티코프 일기》에 의하면 박헌영은 어떻게 행동할지 스티코프에게 자주 문의하고 있고,  스티코프는 박헌영에게 지침을 내리는 한편 수시로 남한 좌파들의 활동을 지원하는 방법을 강구하고 있다. 뿐만 아니라 서울의 소련 부영사였던 아나톨리 샵신은 박헌영이 자신의 심복(henchman)이라고 말하기도 했다. 이처럼 김일성, 박헌영 등 북한의 권력을 장악한 공산주의자들이 소련과 한통속인 하수인들에 지나지 않았고 조만식 등 북한의 반소 또는 반공 인사들은 오래 전에 모두 제거되었으므로, 남북협상이라는 것이 애초에 조선인들끼리 자주적으로 통일정부를 세우는 협상을 하는 자리가 될 수 없었다.
이 협상의 실질적 당사자는 김일성, 김두봉을 대리인으로 내세운 소련과 남한의 총선 반대파들로, 애초에 의미 있는 결과를 만들어낼 수 있는 가능성은 없었다. 소련은 남한서 온 대표들을 공작 대상으로만 생각했을 뿐 진지한 협상의 대상으로 여기지도 않았다. 이 협상에서 김구와 김규식은 아무것도 얻지 못했고, 소련과 북한은 남한 사회를 분열시키고 혼란을 빚게 만드는 소기의 목적을 달성한 것으로 보인다.

## 평가

연석회의 주요 요인.

이승만은 크렘린 당국이 합리적으로 사태를 수습하려 한다고 예상하는 것은 한낱 망상에 지나지 않는다고 이미 판단하고 있었다.
연석회의의 결정에 따라 남한에서는 5·10선거 반대투쟁이 전국적으로 전개되었지만, 이를 주도한 것이 주로 좌파세력에 국한되어 큰 반향을 일으키지는 못했다. 또한 북조선이 연석회의를 수락하기 전인 1948년 2월 8일에 조선인민군을 창설하고, 2월 11일부터는 1947년 12월에 작성된 임시헌법 초안을 '전(全) 인민 토의'에 붙이는 등 북한정권 수립을 위한 수순을 밟고 있었다는 점이 드러나면서 연석회의가 결과적으로 김일성 체제 확립 전략의 일환이었다는 비판론과 함께 '김구와 김규식이 이용만 당했다'는 조롱섞인 비판도 있다. 또한 연석회의의 이러한 한계로 인해 이후 김구·김규식이 대한민국 제헌국회 총선 과정과 이에 대응한 북조선의 정부 수립 등에 별다른 영향력을 발휘할 수 없었다는 평가도 있다.
그러나 김구와 김규식은 북조선의 3월 25일 제의에 대해 "미리 다 준비한 잔치에 참례만 하라는 것이 아닌가."라 우려하고 있었으며, 4월 19일부터 연석회의에 참가하면서도 인사말만 한 번 하거나(김구), 아예 참가하지 않는 등 (김규식) 북의 프로그램에 따라 일방적으로 진행되는 연석회의에 비판적이었다. 장건상은 남북협상 중 '우리 겨레는 공산주의를 갖고는 살 수 없다. 우리가 근로인민당 운동을 하는 것은 공산사회를 만들려는 것이 아니라 평등의 이념으로 평화롭게 살려는 데 있다'는 발언을 한 것이 문제가 되어 한동안 북조선에 감금당하기도 했다.
특히 김규식은 북에 이용당하지 않으면서도 통일운동을 전개하기 위해, 독재정권 배격·총선거 실시·전쟁방지방안 마련 등 5개항을 북에 제시하기도 했다. 조소앙은 남북협상을 실패로 규정 '이번 방북 길은 완전히 실패다. 우리가 완전히 모욕당하고 들러리를 섰다.' 고 부정적으로 평가하였다.
성균관대학교 교수 서중석은 연석회의는 1945년 8월 15일의 광복 이후, 처음으로 남과 북의 지도자들이 한자리에 모였다는 점에서도 의의가 있으며, 이 자리에서 결의된 공동성명서에 담긴 내용은 당장에 실현되기는 어려웠으나 통일국가수립 방안을 구체화했다는 데 중요한 의의가 있다 고 평가했다.
소련군은 북한에 진주한 직후부터 자신들이 5년간 소련군 부대에서 교육시켜 데려 온 김일성을 대리인으로 내세워, 조만식 등 반대파를 제거하여 그의 권력 기반을 공고히 해주고, 토지 몰수등 각종 공산주의식 개혁을 단행하여 1948년에 들어서면 남한과는 상당히 이질적인 사회가 되어 있었으므로 협상을 통해  통일정부를 세운다는 것은 거의 불가능에 가까웠다. 남한 일부 정파의 대표에 지나지 않는 김구, 김규식과 달리 김일성은 소련군의 일방적 지원을 받아 북한의 실질적 권력을 장악해 있었으므로 그가 원하는 통일정부라면 자신이 최고지도자가 되는 경우 외의 다른 방안은 생각하지도 않았을 것이고, 이는 곧 적화통일에 다름 아니다. 이를 위해 북한은 연석회의 이후 불과 2년도 못되어 6.25 남침을 감행하였다. 이 또한 남북협상에 임하는 북한의 진의는 협상을 통해 남북 단일 정부를 구성하는 데에 있지 않고, 남한의 총선을 방해할 목적이었다는 증거가 될 것이다.
또 해방 당시 국내에 지지기반이 전혀 없던 김일성이 소련의 대리인이 되어 소련군의 전폭적인 도움으로 북한의 권력을 장악해 있는 사정을 도외시하고, 그가 마치 북한 주민들의 대표인 것처럼 간주하여 미소양군이 철수하고 조선인들끼리 주체적으로 단일정부를 세운다는 명분으로 그와 협상을 벌인 것도 지나치게 순진한 발상으로 비판 받을 수 있다. 힘을 가진 미국도 미소공동위원회에서 소련을 상대로 아무런 합의를 도출할 수 없었는데, 아무런 실질적인 힘도 못 가진 못한 남한의 총선 반대파들이 북의 소련 대리인들을 상대로 아무 의미있는 합의도 끌어 내지 못한 것은 당연하다고 볼 수 있다.
당시 북한에는 전지역 도처에 스탈린과 김일성의 사진을 내걸어 놓고 있었다. 이는 김일성이 스탈린의 대리인으로 독재를 하고 있다는 노골적인 증거임에도 불구하고, 어떠한 독재도 반대하며 미소양군 철퇴와 조선인끼리의 통일정부 협상을 요구한다는 것은 공허한 주장이 될 수 밖에 없었다.
김구와 김규식이 평양으로 출발하기도 전에 북한은 양김씨(兩金氏)가 이미 항복(降服)했다고 선전(宣傳)하고 있었고, 서울의 신문들도 이런 사실을 보도하고 있었다. 북한의 의도는 처음부터 뻔한 것이었는데도 두 사람이 방북을 강행하여 결과적으로 이용당했다는 비판을 면하기 어려운 것으로 보인다.
연석회의에 동행한 남측 인사 226명 중 홍명희등 70여 명이 서울로 귀환하지 않고 평양에 잔류했다는 사실은 연석회의 참석자의 약 3분의 1이 순수한 목적이 아니라 북한의 의도를 대변하여 남북협상을 주장한 자들이었음을 시사한다. 양김씨의 방북은 이들이 당당하게 월북할 수 있는 길을 터주는 역할도 했다.

## 참고 문헌
- 유영구, “거물간첩 성시백 프로젝트”, 『월간중앙』 1992년 6월호, pp.634-667.
- 『로동신문』, 1997. 5. 26에 보도된 성시백 관련 기사
- 서중석(徐仲錫),『남북협상: 김규식의 길, 김구의 길』(서울: 한울, 2000)
- 서중석(徐仲錫), 『신편한국사 52: 대한민국의 성립』 Ⅱ. 통일국가 수립운동 (과천: 국사편찬위원회, 2002-12-30)
- 전현수 역, 해외사료총서 10권 ≪쉬띄꼬프일기≫ (국사편찬위원회, 2004년 12월 30일) : 전현수, ≪쉬띄꼬프일기≫ 해제 국사편찬위원회
- 전현수, 소련의 북조선 독자정권 구상과 토착 공산주의자들의 반발 신동아 2005년 11월 호
- 이완범, '남북협상과 건국' (Kim Koo and Kim Kyu-shik's Unification Talks with Kim Il-Sung, 1948) 2008년 9월 제4회 세계한국학대회 발표 원고
- 양동안, 1948년의 남북협상에 관한 연구 정신문화연구 제33권 제2호 (통권 119호), (한국학중앙연구원, 2010.06)
- 양동안, 1948년 남북협상과 관련된 북한의 대남 정치공작 국가정보연구 제3권 1호 (한국국가정보학회, 2010-08-17)
- 양동안, 해방공간에서의 남북한 정보·정치공작 활동 2010-02-23 한국국가정보학회 학술세미나 발표문
- 손세일(孫世一)의 비교 評傳 (99) 한국 민족주의의 두 類型 - 李承晩과 金九 : “38線을 베고 自殺이라도 하겠다!  월간조선 2012년 7월호
- 손세일(孫世一)의 비교 評傳 (100) 한국 민족주의의 두 類型 - 李承晩과 金九 : 5·10選擧로 制憲國會 구성  월간조선 2012년 8월호
- 신복룡, <광복 70주년 특집 | 인물로 본 해방정국의 풍경> 김구와 김일성의 다른 계산 : 남북협상 [주간조선 2371호] 2015.08.24
- 김영중(金英仲) 편, ≪레베데프 비망록 : 대구, 매일신문 1995.1.1.~2.28. 24회 연재기사 全文: 1947.5.14~1948.12.26 기록≫ (제주, 해동인쇄사, 2016) / (Naver 책 : ISBN 480B170805082)
- 48년 남북정치협상은 蘇각본 - 蘇 민정사령관 레베데프 비망록 중앙일보 1994.11.15 종합 1면
- 남북협상(南北協商) / 남북연석회의 한국민족문화대백과사전 - 한국학중앙연구원
- 손세일 전 국회의원, 김구는 북한 가서 대체 뭘 했나? 보관됨 2017-04-24 - 웨이백 머신  조선 Pub 2014-11-07

## 같이 보기
| - 좌우합작운동 - 신탁통치 반대 운동 - 최고인민회의 - 5·10 총선거 - 김일성 - 김두봉 | - 김원봉 - 박헌영 - 주영하 - 최용건 - 이승만 - 장택상 | - 조병옥 - 김구 - 김규식 - 김붕준 - 김상덕 - 안재홍 | - 여운홍 - 조봉암 - 조소앙 - 조완구 - 엄항섭 - 제주 4.3사건 |